# Staurothyone
Genre
Staurothyone est un genre d'holothuries (concombres de mer) de la famille des Cucumariidae. 

## Liste des espèces
Selon World Register of Marine Species (20 mars 2015) :
- Staurothyone distincta Clark, 1938
- Staurothyone inconspicua (Bell, 1887)
- Staurothyone rosacea (Semper, 1869)